# Restaurace na ostrově Štvanice
Restaurace na ostrově Štvanice je bývalá výletní restaurace v Praze 7-Holešovicích, která stojí v západní části ostrova Štvanice u zaniklého zimního stadionu. Původně patřila do katastru Města Karlína. Od roku 1958 je chráněna jako nemovitá kulturní památka.

## Historie
Klasicistní stavba z roku 1824 byla využívána jako restaurační podnik s tanečním sálem. Dochovala se jako jediná ze tří zdejších restaurací - nejznámější a nejvýznamnější restaurace č.p. 868/VII zanikla roku 1909 a č.p. 863/VII počátkem 80. let 20. století.
Restaurace původně postavená jako přízemní budova získala ještě do poloviny 19. století jedno patro. Během této přestavby bylo z vnější strany přistavěno schodiště, jehož stěna přiléhala k již omítnutému přízemí.
Roku 1908 měla být zbořena spolu s dalšími stavbami při úpravách ostrova proti povodním. Nakonec byl výměr odvolán s tím, že příčky v přízemí budou odstraněny, aby nekladly při povodni odpor.
Ve 20. letech 20. století získal objekt od Pražské obce Spolek pro ochranu matek a kojenců a po roce 1945 přešel na Pražské lázně. V letech 1991–1993 proběhla jeho adaptace pro kancelářské využití.

## Popis
Jednopatrový dům obdélném půdorysu má valbovou střechu s několika vikýři a předsazené schodiště. Masivní dórské polosloupy stojící mezi okny nesou kordonovou římsu krytou šikmou stříškou. Okna v přízemí původně rámovaly slepé arkády. Vstupy v přízemí mají kamenná ostění, vstup na schodiště je přístupný po několika kamenných stupních s přisazeným kamenným patníkem. Menší patník je i při nároží. Fasáda v patře je hladká, bosáž zvýrazňuje pouze nároží. Okna jsou rámována páskovou šambránou, která má podokenní římsu nesenou drobnými konzolkami. Plochostropé přízemí je podpírané stlačenými klenebními pasy.
Na překladu nad západním vstupem se dochoval letopočet 1824 a iniciála „D“ (odkaz na majitele ostrova rytíře Daubka).